# Леонова, Ирина Юрьевна (лучница)
Ирина Юрьевна Леонова (род. 3 февраля 1961 года) —  советская, 
казахстанская и бельгийская лучница,
Заслуженный мастер спорта Республики Казахстан (1997).

## Биография
И.Ю. Леонова начала заниматься стрельбой из лука в Алта-Ате в 1976 году. В 1977 году выполнила норматив мастера спорта, а в 1979 — норматив
мастера спорта международного класса.
В 1979—1987 годах неоднократно была чемпионом СССР.
Выступала за сборную СССР по стрельбе из лука.
Выступая на этапах Гран-При Европы, неоднократно становилась победительницей и призёром на нескольких этапах.
На чемпионате мира 1993 года заняла четвёртое место. В том же году стала чемпионкой Азии в командном первенстве.
В 1997 году на чемпионате мира на открытом воздухе в составе казахстанской команды завоевала "серебро". За это достижение Яна получила почетное звание заслуженный мастер спорта Республики Казахстан.
В 1996 году была участницей Олимпийских Игр в Атланте, где заняла лишь 52 место. В командном первенстве сборная Казахстана оказалась восьмой.
На Азиаде 1998 года в Бангкоке в составе команды завоевала "бронзу".
В 2000 году выехала в Бельгии, в составе сборной которой участвовала в чемпионатах Европы.
Шесть раз становилась чемпионом страны, установила 15 рекордов Бельгии.
В 2005 году завершила карьеру. Занимается социальной работой в Бельгии.